# Thomas Johanson
Thomas Johanson (Helsinki, 3 giugno 1969) è un ex velista finlandese.
Ha vinto la medaglia d'oro olimpica nella vela alle Olimpiadi di Sydney 2000 nella classe 49er.
Ha partecipato anche alle Olimpiadi 1996 e alle Olimpiadi 2004.